# California Bearing Ratio
California Bearing Ratio (CBR) es una prueba de penetración para comprobar las características mecánicas de un suelo. Fue desarrollado por el Departamento de Transportes de California antes de la Segunda Guerra Mundial. 
La prueba consiste en medir la presión necesaria para hacer penetrar un pistón en una muestra de suelo. Se calcula en un laboratorio, haciendo penetrar un pistón en una muestra de suelo, a velocidad constante de 1,27 mm/minuto a una profundidad de 0,1 y 0,2 pulgadas. La muestra de suelo se compacta en un molde cilíndrico de 15,24 cm de diámetro y 12,7 cm de altura. La humedad que tenga la muestra de suelo ha de ser la máxima que probablemente tenga la explanación una vez que la carretera o camino esté en servicio. La prueba dura 10 minutos.
El índice CBR se ha desarrollado para medir la capacidad de carga de los suelos a la hora de construir carreteras, aunque también se puede utilizar para caminos rurales. 
Una tierra cultivada puede tener un CBR de 3, un suelo arcilloso 4,75, un suelo arenoso 10, y las rocas por encima de 80. No es raro que un suelo bien compactado posea valores superiores a 100.
En España se sigue la norma NLT-111, correspondiendo a la norma estadounidense ASTM 1883.